# Husum (Nienburg)
|  | Per a altres significats, vegeu «Husum». |

Husum (en baix alemany Husen) és un municipi del municipi conjunt de Mittelweser al districte de Nienburg a Baixa Saxònia a Alemanya. El 31 de desembre de 2010 tenia 2849 habitants.
El primer esment escrit data del 1250. El 1774 la majoria de les cases i l'església del segle xiii van ser destruïdes en un incendi. L'1 de març del 1974 els municipis de Bolsehle, Gross Varlingen i Schessinghausen van fusionar amb Husum, que va afiliar-se amb el conjunt de municipis de Landesbergen. L'evolució demogràfica va necessitar una nova reforma administrativa i el 2011 va integrar el nou conjunt de municipis de Mittelweser.

## Llocs d'interès
L'església de Jaume el Major va construir-se entre 1776-78 al lloc de l'antiga església del 1250 desapareguda al gran incendi del 1774.

## Persones
- Ludwig Heinrich Grote (1825-1887), teòleg i publicista

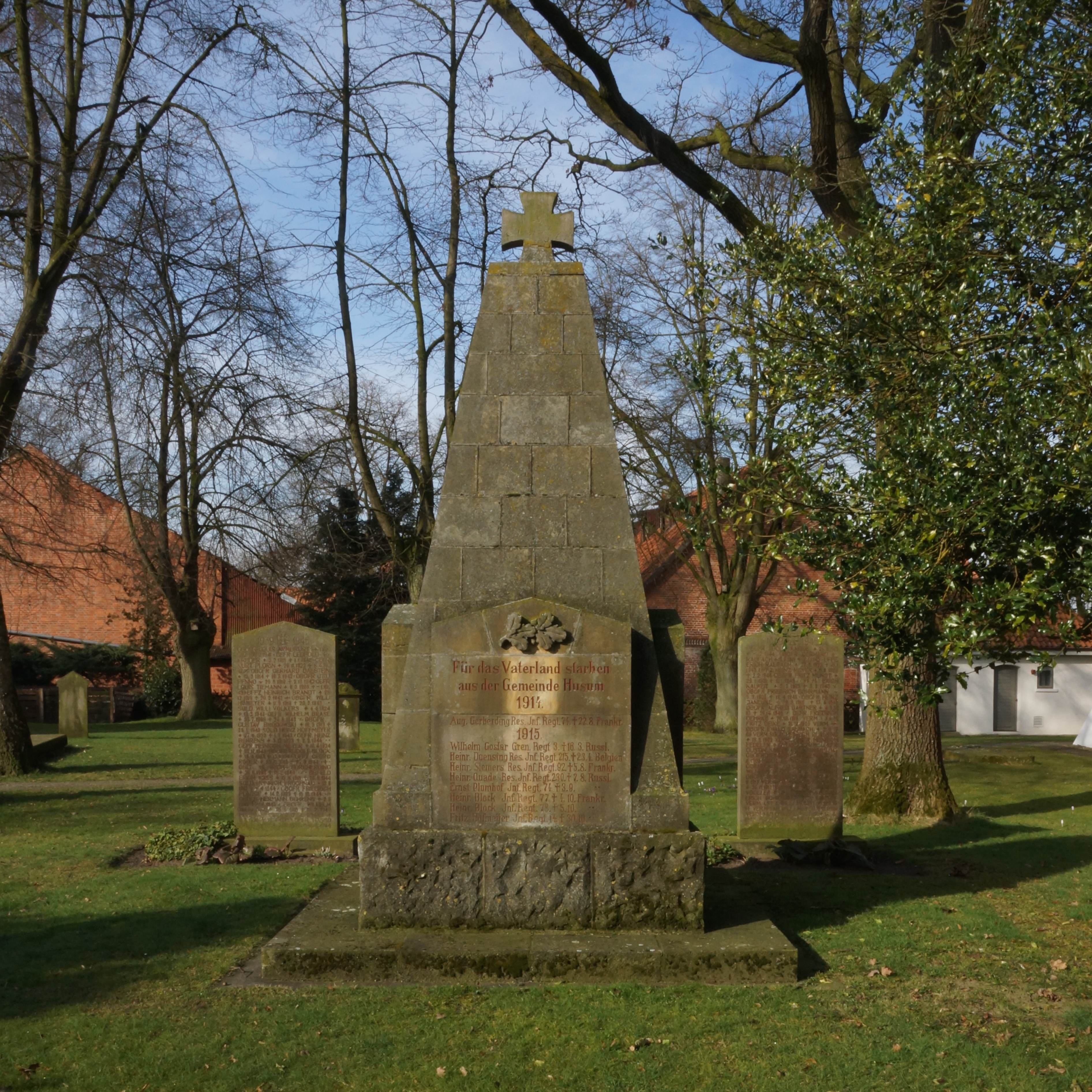
Monument de les víctimes de la Primera Guerra Mundial
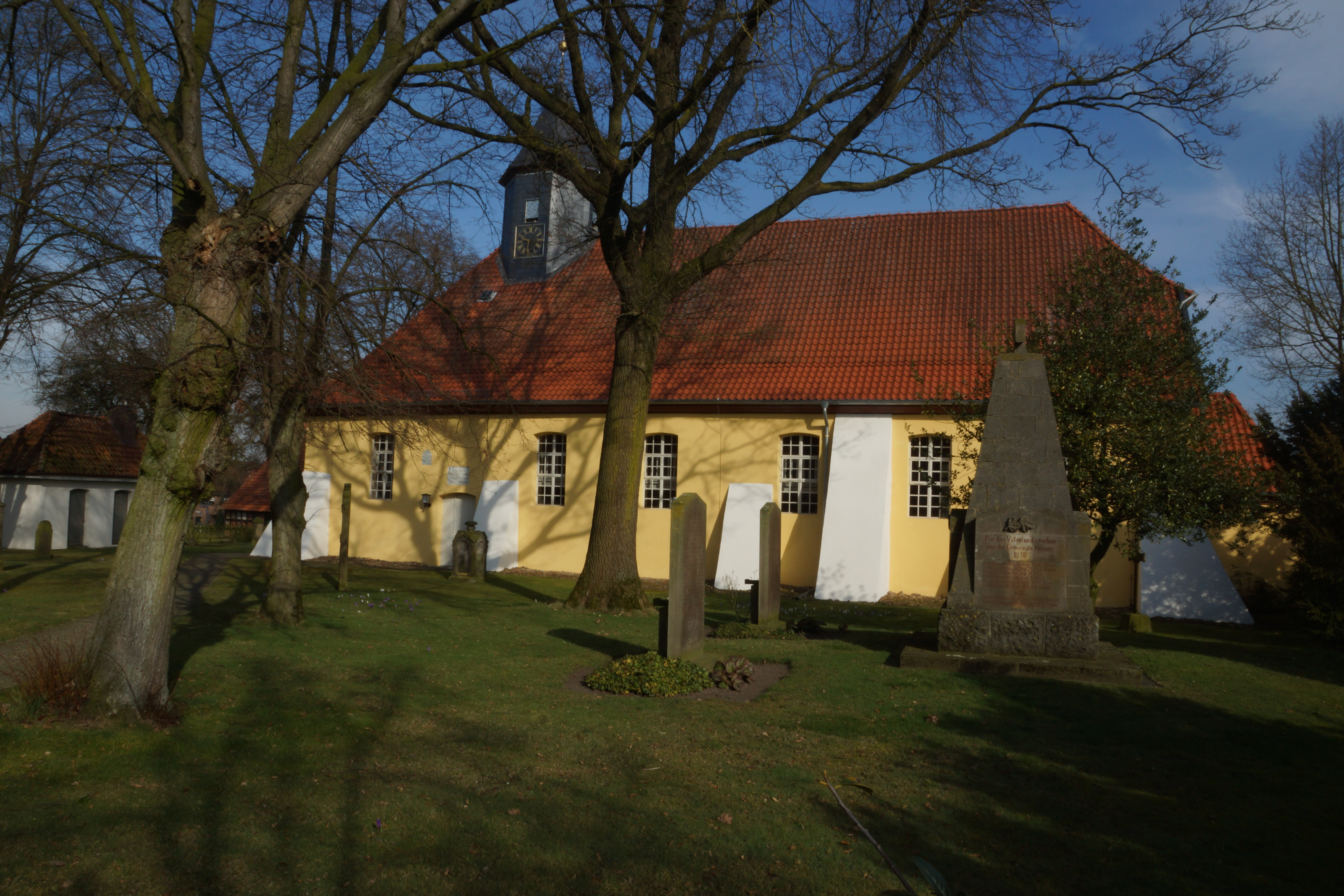
Cementiri i Església de Jaume (façana meridional)
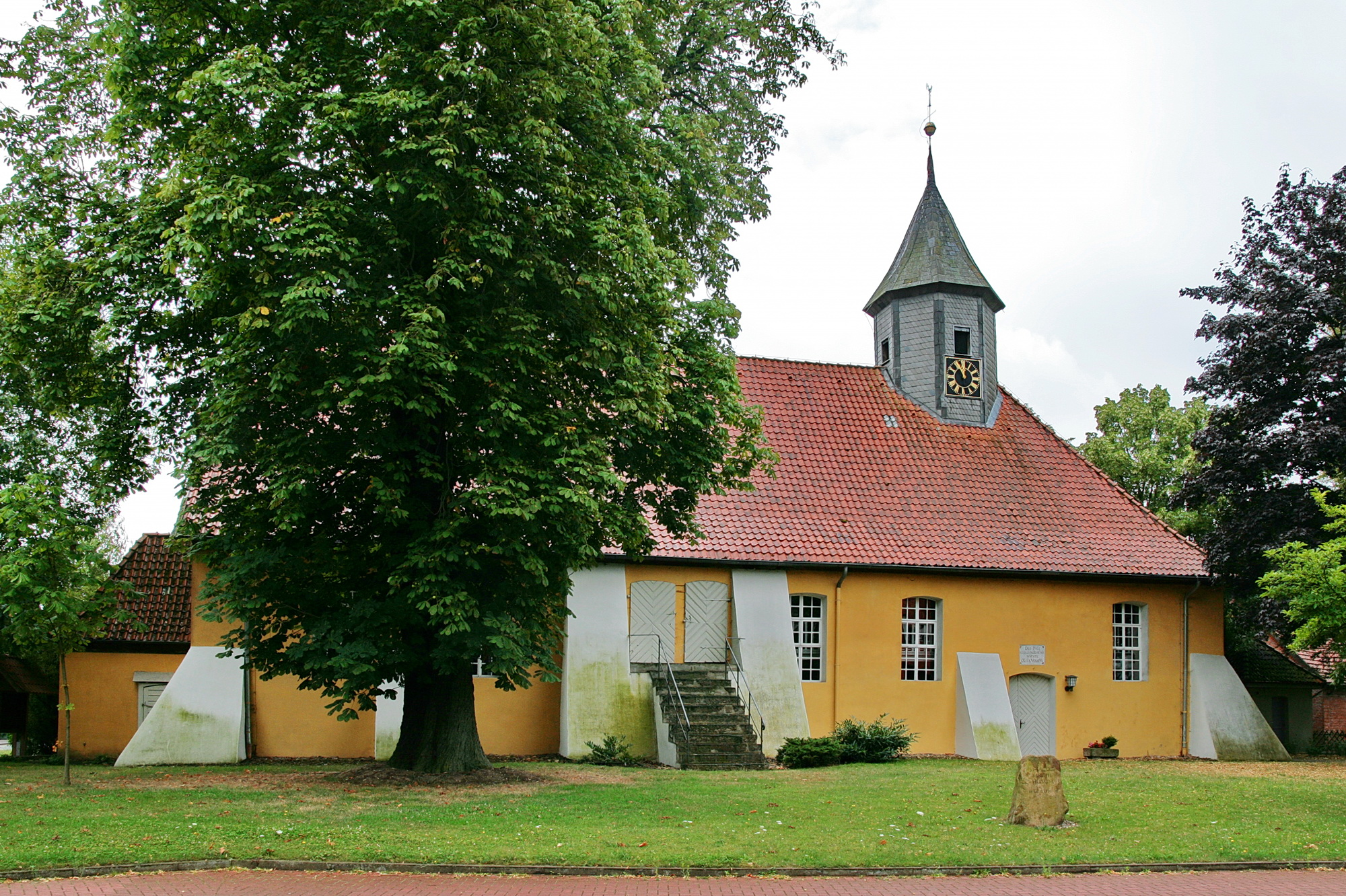
Església de Jaume (façana septentrional)
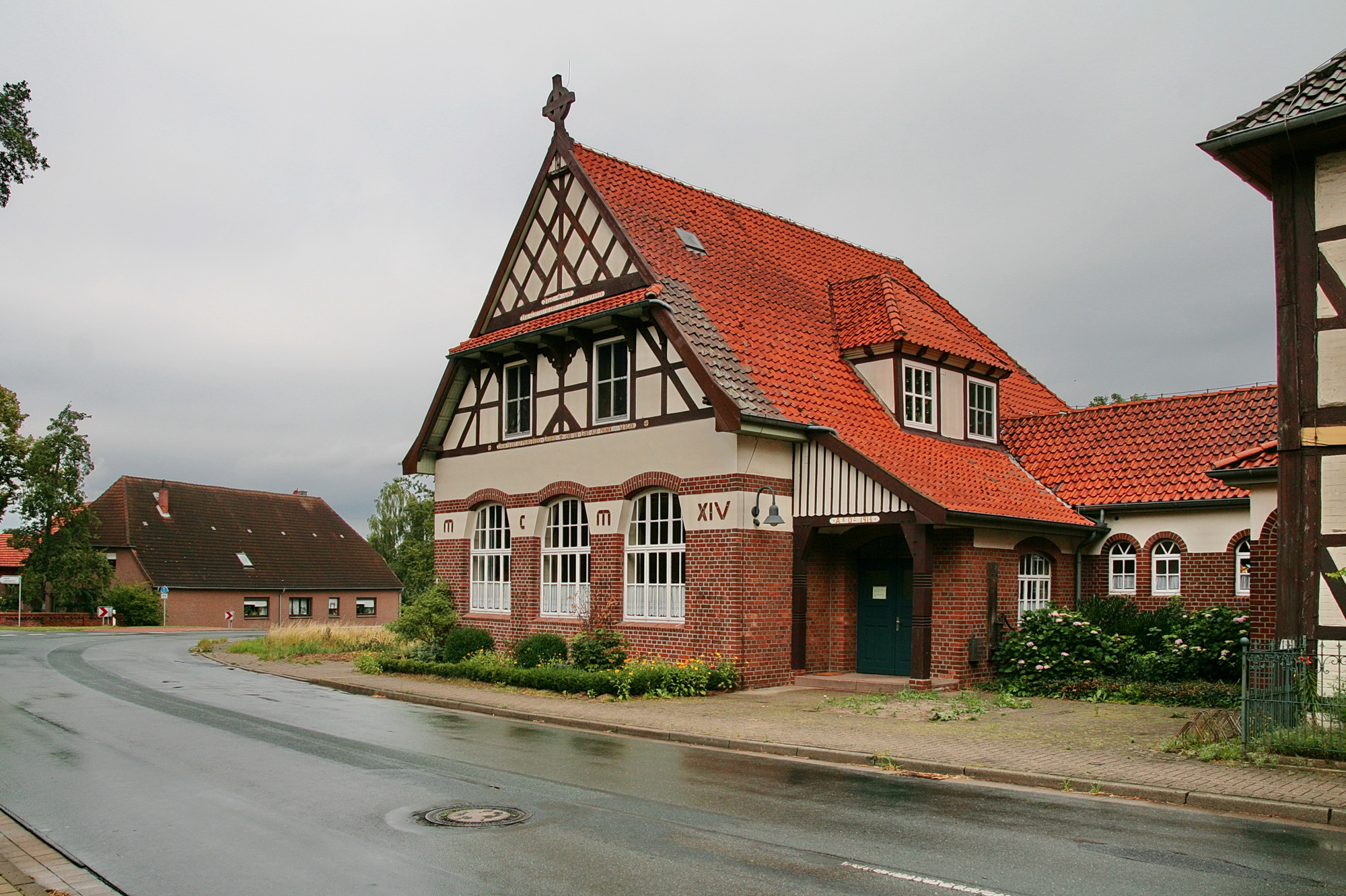
Façana d'entramat de fusta de la casa de la comunitat luterana